# Кубок Білорусі з футболу 2010—2011
Кубок Білорусі з футболу 2010–2011 — 20-й розіграш кубкового футбольного турніру в Білорусі. Титул вдруге здобув Гомель, клуб, який на момент проведення турніру змагався у Першій лізі, другому за силою дивізіоні білоруського футболу.

## Календар
| Раунд        | Дата                           | Матчі | Клуби   |
| ------------ | ------------------------------ | ----- | ------- |
| Перший раунд | 23-24 червня 2010              | 16    | 48 → 32 |
| 1/16 фіналу  | 7-18 липня 2010                | 16    | 32 → 16 |
| 1/8 фіналу   | 22 вересня - 27 листопада 2010 | 8     | 16 → 8  |
| 1/4 фіналу   | 1-2/5-6 березня 2011           | 8     | 8 → 4   |
| 1/2 фіналу   | 13/20 березня 2011             | 4     | 4 → 2   |
| Фінал        | 29 травня 2011                 | 1     | 2 → 1   |

## Перший раунд
| Команда 1                | Рахунок      | Команда 2                |
| ------------------------ | ------------ | ------------------------ |
| 23 червня 2010           |              |                          |
| Гомельзалдортранс (3)    | 3:2          | Клечеськ (3)             |
| Зірка-БДУ (Мінськ) (3)   | 0:3          | Городея (3)              |
| Орша (3)                 | 1:4          | Слуцькцукор (3)          |
| Спартак (Шклов) (3)      | 1:3          | Славія-Мозир (2)         |
| Жлобин (3)               | 1:6          | Ведрич-97 (Річиця) (2)   |
| Осиповичі (3)            | 1:1 пен. 5:4 | Белкард (Гродно) (2)     |
| Лівадія (Дзержинськ) (3) | 0:1          | Барановичі (2)           |
| Вертикаль (3)            | 1:2          | Руденськ (2)             |
| Газовик (Вітебськ) (А)   | 2:3 дч       | Комунальник (Слонім) (2) |
| Торпедо-МАЗ (А)          | 0:7          | Верас (Несвіж) (2)       |
| Іслоч (А)                | 0:2          | Хімік (Світлогорськ) (2) |
| Белтрансгаз (Слонім) (3) | 0:1          | Ліда (2)                 |
| Береза-2010 (3)          | 0:0 пен. 3:5 | СКВІЧ (2)                |
| Вігвам (Смолевичі) (3)   | 0:1          | Полоцьк (2)              |
| Неман (Мости) (3)        | 1:2          | Сморгонь (2)             |
| 24 червня 2010           |              |                          |
| Технолог (Могильов) (А)  | 1:4          | Молодечно (3)            |

## 1/16 фіналу
| Команда 1                | Рахунок      | Команда 2               |
| ------------------------ | ------------ | ----------------------- |
| 7 липня 2010             |              |                         |
| Барановичі (2)           | 0:3          | БАТЕ                    |
| 17 липня 2010            |              |                         |
| Городея (3)              | 3:0          | Граніт (Мікашевичі) (2) |
| Гомельзалдортранс (3)    | 1:5          | Німан                   |
| Хімік (Світлогорськ) (2) | 2:3 дч       | Вітебськ                |
| Верас (Несвіж) (2)       | 0:3          | Шахтар (Солігорськ)     |
| Полоцьк (2)              | 0:1          | ДБК-Гомель (2)          |
| Ліда (2)                 | 1:3          | Білшина                 |
| Слуцькцукор (3)          | 0:7          | Мінськ                  |
| Молодечно (3)            | 0:5          | Гомель (2)              |
| Осиповичі (3)            | 0:7          | Хвиля (Пінськ) (2)      |
| 18 липня 2010            |              |                         |
| Ведрич-97 (Річиця) (2)   | 0:2          | Динамо-Берестя          |
| Комунальник (Слонім) (2) | 2:0          | Торпедо (Жодино)        |
| СКВІЧ (2)                | 1:1 пен. 2:4 | Партизан                |
| Руденськ (2)             | 2:1          | Дніпро (Могильов)       |
| Славія-Мозир (2)         | 0:1          | Нафтан                  |
| Сморгонь (2)             | 1:2          | Динамо (Мінськ)         |

## 1/8 фіналу
| Команда 1           | Рахунок      | Команда 2                |
| ------------------- | ------------ | ------------------------ |
| 22 вересня 2010     |              |                          |
| Нафтан              | 4:2          | Городея (3)              |
| Білшина             | 2:1 дч       | Комунальник (Слонім) (2) |
| Руденськ (2)        | 0:5          | Гомель (2)               |
| Мінськ              | 3:1 дч       | ДБК-Гомель (2)           |
| Вітебськ            | 1:1 пен. 5:6 | Німан                    |
| Шахтар (Солігорськ) | 4:0 дч       | Хвиля (Пінськ) (2)       |
| 27 жовтня 2010      |              |                          |
| Партизан            | 1:0          | Динамо (Мінськ)          |
| 27 листопада 2010   |              |                          |
| БАТЕ                | 0:1          | Динамо-Берестя           |

## 1/4 фіналу
| Команда 1           | Заг. | Команда 2      | 1-й матч | 2-й матч |
| ------------------- | ---- | -------------- | -------- | -------- |
| 1/5 березня 2011    |      |                |          |          |
| Шахтар (Солігорськ) | 3:2  | Динамо-Берестя | 2:1      | 1:1      |
| 2/6 березня 2011    |      |                |          |          |
| Білшина             | 2:1  | Мінськ         | 0:1      | 2:0      |
| Партизан            | 2:3  | Гомель (2)     | 0:0      | 2:3      |
| Німан               | 3:1  | Нафтан         | 1:1      | 2:0      |

## 1/2 фіналу
| Команда 1          | Заг. | Команда 2           | 1-й матч | 2-й матч |
| ------------------ | ---- | ------------------- | -------- | -------- |
| 13/20 березня 2011 |      |                     |          |          |
| Білшина            | 0:1  | Німан               | 0:1      | 0:0      |
| Гомель (2)         | 4:2  | Шахтар (Солігорськ) | 2:1      | 2:1      |

## Фінал
| 29 травня 2011 16:50 (UTC+3) |

| Німан | 0:2      | Гомель (2)                        |
| ----- | -------- | --------------------------------- |
|       | Протокол | Рибак 88' (аг) Коваленко 90' (аг) |

| Стадіон «Трактор», Мінськ Глядачів: 9 000 Арбітр: Сергій Цинкевич |